# Karl Heinrich von Neubronner
Karl Heinrich Freiherr von Neubronner auf Lichtenegg und Harthausen (* 19. April 1913 in Stuttgart, Königreich Württemberg; † 23. Oktober 1963 in Chur, Schweiz) war ein deutscher Schriftsteller und Gutsbesitzer.

## Leben
Er entstammte dem alteingesessenen schwäbischen Geschlecht der Neubronner. Sein Großvater Karl Georg Rudolf von Neubronner (1845–1918) war königlich-württembergischer Kammerherr und gehörte als Vertreter der Ritterschaft des Schwarzwaldkreises der Zweiten Kammer der Württembergischen Landstände an. Sein Vater, Majoratsherr Karl von Neubronner, fiel im September 1918 als Major und Kommandeur des Dragoner-Regiments „König“ (2. württembergisches) Nr. 26.
Neubronner legte an einem Stuttgarter Gymnasium das Abitur ab und studierte anschließend jeweils zwei Semester Rechts- und Landwirtschaftswissenschaften. Aufgrund einer schweren Krankheit musste er das Studium aufgeben. Stattdessen absolvierte er auf verschiedenen Lehrhöfen eine praktische Ausbildung zum Land- und Forstwirt. Später bewirtschaftete er seine eigenen Güter.

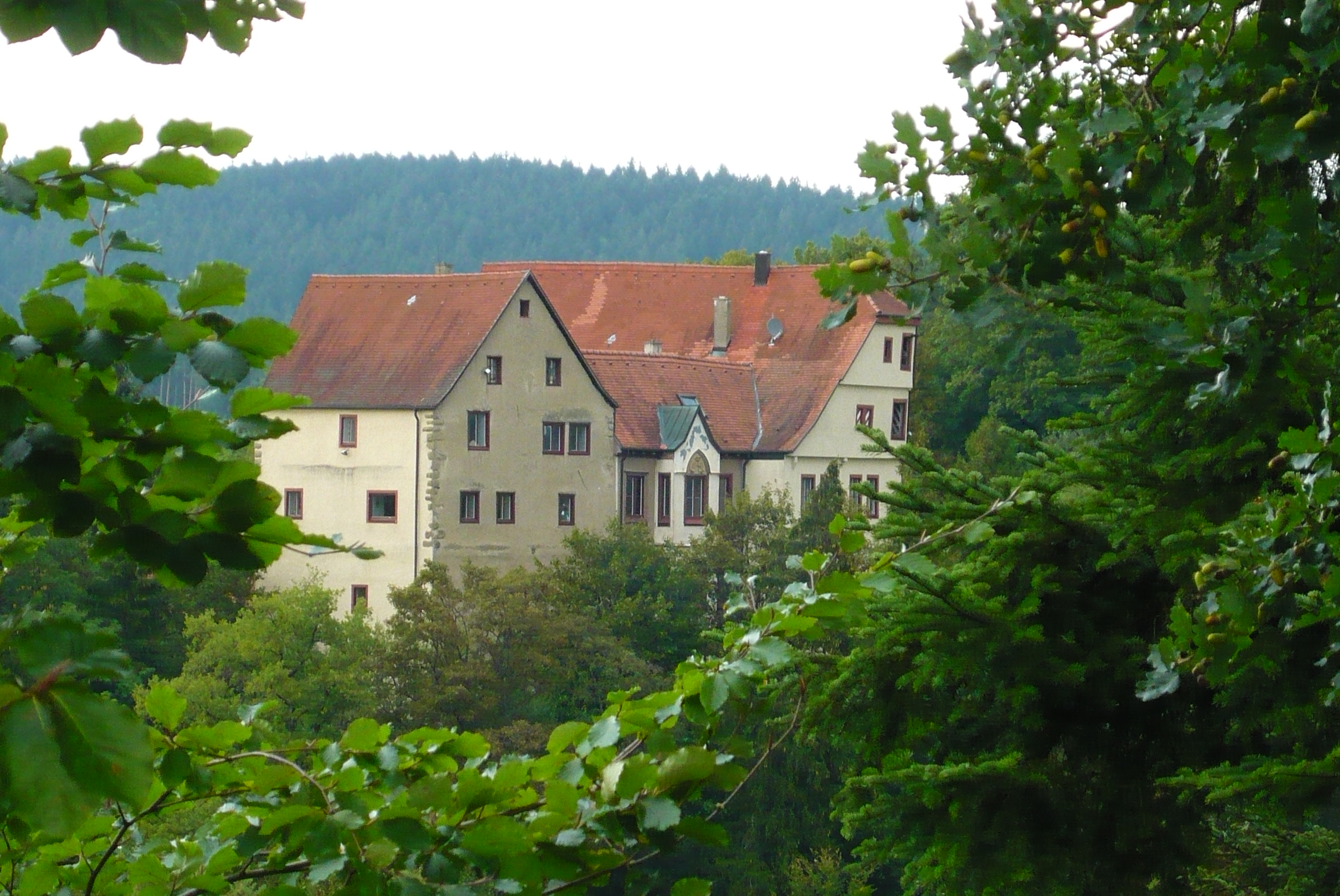
Schloss Lichtenegg, 2011

Er war Vorsitzender des Landwirtschaftlichen Versuchsrings Rottweil-Balingen und Mitglied im Agrarpolitischen Ausschuss der Christlich Demokratischen Union Württemberg-Hohenzollern sowie im Kreistag und Kreisrat des Landkreises Rottweil.
Der Besitzer des Schlosses Lichtenegg und Ehrenritter des Johanniterordens verstarb im Alter von 50 Jahren. Er war mit Erika, geb. von Westernhagen (1915–2006) verheiratet und hatte zwei Söhne. Sein Grab befindet sich auf dem Friedhof von Trichtingen.

## Werk
Als Schriftsteller trat Neubronner mit mehreren Romanen und lyrischen Werken hervor. Ferner war er auch für Zeitungen, Zeitschriften und den Rundfunk tätig. Einem breiteren Publikum wurde er durch Autorenlesungen in ganz Deutschland, insbesondere im Bodenseeraum, bekannt.

### Werke (Auswahl)
- Die Straße nach Ellach. Roman. Lipsia-Verlag, Leipzig 1941 .
- Der Schoberhof. Roman. Lipsia-Verlag, Leipzig 1941.
- Heilwig und Helau. Roman. Schroeder, Bonn 1950.
- Die Unverzagten. Roman. Hess, Ulm 1953.
- Die Tochter. Roman. Hess, Ulm 1956.
- Der Löwenbrunnen. Gedichte. Hess, Ulm 1957.
- Der Fall Koseriz. Novelle. Hess, Ulm 1960.
- Die Schicksalsstraße. Roman. Hess, Ulm 1962.
- Der große Teppich. Roman. Hess, Ulm 1964.